# Comuna de Obsza
Obsza (polaco: Gmina Obsza) é uma gminy (comuna) na Polónia, na voivodia de Lublin e no condado de Biłgorajski. A sede do condado é a cidade de Obsza.
De acordo com os censos de 2006, a comuna tem 4.375 habitantes, com uma densidade 39 hab/km².

## Área
Estende-se por uma área de 113,23 km², incluindo:
- área agricola: 72%
- área florestal: 22%

## Demografia
Dados de 30 de Junho 2004:
|                      | Total   | Total | Mulheres | Mulheres | Homens  | Homens |
| -------------------- | ------- | ----- | -------- | -------- | ------- | ------ |
|                      | pessoas | %     | pessoas  | %        | pessoas | %      |
| População            | 4417    | 100   | 2207     | 50       | 2210    | 50     |
| Densidade (pop./km²) | 39,1    | 100   | 19,5     | 19,5     | 19,6    | 19,6   |

De acordo com dados de 2002, o rendimento médio per capita ascendia a 1291,86 zł.

## Comunas vizinhas
- Cieszanów, Łukowa, Narol, Stary Dzików, Susiec, Tarnogród